# Altfranken
Altfranken is een plaats in de Duitse gemeente Dresden, deelstaat Saksen.